# Famille Fracassetti
 (juin 2025).
Motif : Absence de références
- Archive Wikiwix
- Bing
- Cairn
- DuckDuckGo
- E. Universalis
- Gallica
- Google
- G. Books
- G. News
- G. Scholar
- Persée
- Qwant
- (zh) Baidu
- (ru) Yandex
- (wd) trouver des œuvres sur Wikidata

| 1. | Préciser le motif de la pose du bandeau. | Précisez le motif de la pose du bandeau en utilisant la syntaxe suivante : {{admissibilité à vérifier\|date=juin 2025\|motif=remplacez ce texte par le motif}}                           |
| 2. | Informer les utilisateurs concernés.     | Pensez à avertir le créateur de l'article, par exemple, en insérant le code ci-dessous sur sa page de discussion : {{subst:avertissement admissibilité à vérifier\|Famille Fracassetti}} |

La famille Fracassetti est une famille patricienne de Venise, originaire de Bergame.

## Histoire

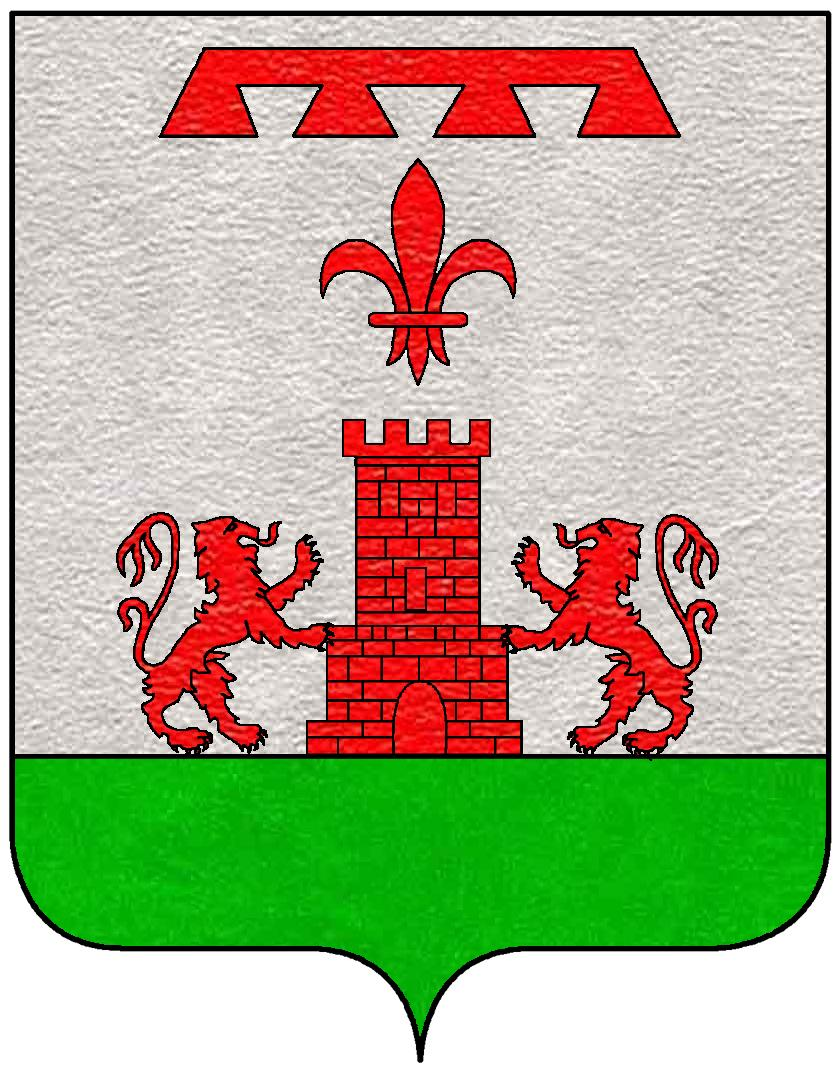
Armes des Fracassetti

D'abord marchands à Venise, la famille Fracassetti fut agrégée à la noblesse de Venise le 17 septembre 1704 contre paiement de la taxe de 100 000 ducats en contribution à la guerre de Candie. Elle donna notamment des sénateurs de Venise.

## Armes
Armes : D'azur, à une tour de gueules, ouverte du champ, accostée de deux lions affrontés d'or, le tout soutenu d'une terrasse de sinople, la tour sommée d'une fleur-de-lis d'or, surmontée d'un lambel de cinq pendants de gueules.